# Malacoctenus hubbsi
Malacoctenus hubbsi е вид лъчеперка от семейство Labrisomidae.

## Разпространение
Видът е разпространен в Мексико.